# Melampyrum moravicum
Melampyrum moravicum là loài thực vật có hoa thuộc họ Cỏ chổi. Loài này được H. Br. mô tả khoa học đầu tiên.